# Метаморфози
«Метаморфози» (лат. Metamorphoses < дав.-гр. μετᾰμορφώσεις — «Перевтілення») — найбільша за обсягом поема у римській літературі (15 книг), найвизначніший твір Публія Овідія Назона (43 р. до н. е. — 18 р. н. е.). Описує створення та історію світу на основі грецької та римської міфологій. Один із найпопулярніших творів про міфологію, був добре відомим середньовічним авторам і мав значний на них вплив.

## Зміст
У «Метаморфозах» автор, широко використовуючи численні оповіді і легенди, намагався осмислити світ навколишній, заглянути у складний і суперечливий внутрішній світ людини. За допомогою різних образів Овідій прагнув підтвердити думку грецьких мислителів про те, що все на світі плинне, все міняється, ніщо не залишається незмінним і найпридатнішими для цього видавались йому саме перекази про перевтілення. «Метаморфози» — це, за задумом поета, цілісна епічна поема, що повинна розгорнути перед читачем поетичний образ еволюції світу від його початків аж до сучасної авторові доби.

Дух пориває мене: про нові починаю співати

В змінених формах тіла. О боги, — бо ж од вас переміни, —

Задум співця надихніть: відтоді, коли світ народився,

Ген аж до наших часів доведіть нестихаючу пісню.

...

63] Захід і ті береги, що під сонцем похилим тепліють,

64] Має в опіці Зефір. А на Північ, у Скіфію сніжну,

65] Силою вдерся жахливий Борей. Протилежні широти

66] Австр поливає дощем, наганяючи хмари кошлаті.

— «Метаморфози», Книга перша, переклад А. Содомори

## Відомості про твір
Цей твір Овідій розпочав ще в Римі і закінчив уже в засланні, хоч так остаточно і не доопрацював його. Дізнавшись про страшний для себе вирок, поет написані частини просто спалив, про що писав пізніше у «Скорботних елегіях»:

Твори, що їх, та й інших чимало, прощаючись з Римом, 

Горем убитий важким, сам же поклав у вогонь…

Так от і їх, моє тіло живе, я в полум'я кинув,

Щоб водночас із творцем згинули твори його, —

Може, лихий був на Муз, бо ж я через них провинився,

Може, тому, що не встиг вигладить віршів своїх.
— Тут і далі переклад А. Содомори. І, 7, 15—16, 19—22
Щоправда, численні списки поеми вже були на руках у друзів.
Єдиного принципу об'єднання міфологічних сюжетів у поета не було. Міфологічні цикли часом закріплювалися в якійсь одній книзі. Так, Фіванський цикл — у III, про аргонавтів — у VII, Троянський — у XII і XIII книгах. Міф, пов'язаний з Енеєм та Італією, — у XIV і XV. Інколи група міфів об'єднувалася навколо певної особи (VIII книга про Тесея). Інші ж міфи розкидані по різних книгах без певної закономірності. Дуже часто Овідій їх повністю і не переказує, зупиняючись на їхньому початку або на окремих уривчастих епізодах, вставлених, як правило, в оповідь про бенкети, випадкові розмови чи зустрічі тощо. Часом легенди Об'єднувалися за принципом схожості. Між окремими міфами якогось логічного зв'язку немає, але, намагаючися завжди бути оригінальним, автор виявляє надзвичайну винахідливість, використовуючи найрізноманітніші, часом несподівані прийоми.
Овідій обирає найкращі й найвідоміші міфи, які здебільшого оповідають про кохання богів усіх ступенів і легендарних героїв. Автор майстерно використовує в поемі елементи різноманітних жанрів. У бою між лапіфами і кентаврами відчувається наслідування героїчного епосу, те ж саме і в епізоді калідонського полювання (XII, VIII). Оповідь про життя і смерть Філемона та Бавкіди слід віднести до ідилії (VIII), про спір між Аяксомі Одіссеєм — до драматичного агону (XIII), про Вакха — до гімну (III). Любовне послання Бібліди братові Кавну відповідає правилам епістолярного жанру (IX), історії Пірама і Тісби, Кеїка та Алкіони, Пігмаліона належать до любовної лірики (IV, XI, X).
З самого початку, після розповіді про створення світу, Овідій, всупереч своїм колишнім поглядам, змальовує «золоту добу» та наступні періоди в історії людства відповідно до традиції римських поетів, причому перший постає як епоха миру, тиші й загального щастя:

Не тримаючи війська,

В тихім дозвіллі спокійно жили-вікували племена.

Без обробітку й земля, що не відала ран од заліза, 

Щедро, по волі своїй, усіляку приносила живність…

Вічна буяла весна. Під віянням теплих Зефірів 

Солодко, наче вві сні, самосійні гойдалися квіти…

Ріки текли молоком, хвилювалися ріки нектаром. 

Медом жовтавим зелені дуби ненастанно точились.
— (І, 99-102, 107-108, 111-112)
Останню, «залізну добу» поет зображує як добу цілковитого падіння моралі римського суспільства та деградації самої людини, що докорінно відрізнялося від змальованої Вергілієм ідилічної картини (VI кн. «Енеїди», IV еклога «Буколік»).
Однією з найбільш ідейно насичених у збірнику є оповідь про Фаетона, що розкриває спробу людини сподобатися богам і закінчується смертю героя. Поет підкреслює велич задуму героя в епітафію:
Тут лежить Фаетон, що на батьковій став колісниці,
Хоч і не втримав її, та в дерзанні великому згинув.
(II, 327—328)
Інші міфи поет викладає без усякої оцінки, як-от про Дедала та Ікара. В багатьох з них показане ревниве ставлення богів до людей, особливо в тих випадках, коли вони виявляються не-перевершеними майстрами-митцями, здатними конкурувати з богами. Проте в разі перемоги подібні змагання закінчувалися для смертних досить трагічно — розгнівані боги їх суворо карали, особливо якщо люди цим хизувалися. Піеріди за це були перетворені Музами на сорок (V), Арахну Афіна обернула на павука (VI), Аполлон зідрав з живого Сатира шкіру, а потім зробив його потоком (VI), разом із сестрою Артемідою покарав Ніобу за її погордливе порівняння себе з Латоною, вбивши всіх 14 її дітей, а саму жінку перетворив на уламок вічно плачучого мармуру (VI).
Крім цих, до найкращих належать перекази міфів про Девкаліона та Пірру, Дафну (І), Персея та Андромеду (IV), Медею, Тесея (VII), Деяніру і Геракла (IX), Орфея, Гіакінта, Пігмаліона та Адоніса (X), Кеїка та Алкіону, Мідаса (XI) та ін. XIV і XV книги оповідають міфи, пов'язані вже з новою історією. Подорожі Енея та його прибуття до Сицилії, війна зТурном, діяння поколінь Енеєвих нащадків — ці теми вже нерозривно пов'язані з Овідієвою сучасністю і прославленням Августа. Докладно викладає автор устами самого філософа і вчення Піфагора (понад 400 рядків). Закінчується збірка історіями Іпполіта-Вербія, бога лікарювання Ескулапа і, врешті, звеличенням Юлія Цезаря, перетвореного на «незнану зорю, на комету». Надзвичайно переконливо й образно Овідій розповідає, як уся природа в ніч перед лиходійським убивством оплакує долю великого Цезаря, цей прийом він бере з народної творчості:
Пугач могильний на кожному кроці стогнав лиховісно.
Слізьми спливали обличчя богів зі слонової кістки.
Кажуть, то спів, то погроза в священних гаях розлягались.
Жертва на користь не йшла. Про страшні потрясіння звіщало
Хворе нутро; перетнутою лезом бувала й печінка.
Всюди — на площі міській, біля кожного дому та храму
Пси завивали вночі; потривожені тіні померлих,
Кажуть, никали, німі, вулицями й здригалося Місто.
(XV, 791—799)
Венера намагається врятувати життя Цезаря, але втручається Юпітер, нагадуючи їй, що проти Долі ніхто йти не може, бо «надії, вкарбовані в мідь та залізо, вічні». Він радить їй однести душу Цезаря до зірок, що вона й робить, коли та «з грудей вилітає крізь рани»:
…спалахнувши, душа піднялася
Вище, ніж місяць; майнувши в просторах вогненним волоссям,
Зіркою вже мерехтить. Поглядає з висот на великі
Синові справи — й радіє всім серцем його перевазі.
(XV, 848—851)
На думку поета, Август, «син Цезаря», своїми справами перевершить перемоги батька, оскільки такою є воля Юпітера:
…В ефірних оселях Обширом світу потрійного править Юпітер.
А землю — Августу він доручив, отже, й Август — владар наш і батько.
(XV, 858—860)

## Художні особливості
Художній стиль Овідія можна назвати реалістичним. Він зображає епізоди і сцени, які, якщо не брати до уваги казковий елемент самих перевтілень, по суті становлять окремі картини дійсності. І боги, і герої мають однакову психологію, ті ж самі почуття, інстинкти й переживання, що й люди. Юпітер залицяється до жінок як звичайний парубок, навіть коли він перетворюється на бика, лебедя тощо.
Поет чудово розбирається в найтонших відтінках кольорів і майстерно користується цією природною палітрою. Афіна тче «пурпурну тканину», по якій пробігають подібні до райдуги миготливі фарби. Коли Актеон побачив оголену під час купання Діану, богиня зашарілася, немов «запалена хмаринка», осяяна сонцем, «як багрянцем горить Зоряниця». Різнокольоровим стає море під час бурі — то жовтавим від здійнятого хвилями піску, «то зчорніє нараз, наче хвиля стігійська». Поема сповнена драматичними епізодами, особливо в книгах, де розповідається про трагічну загибель Орфея, Пентея, розірваних несамовитими вакханками, Актеона, пошматованого власними псами. Глибоко драматичними постають образи Медеї, Ніо-би, Деяніри, Пірама й Тісби. Жахає жорстокий бій між кентаврами й лапіфами, Ахіллом і Кікном. Усі подібні сцени написані автором з надзвичайною реалістичною спостережливістю.
Овідій, свідомий величезного обсягу здійсненої роботи, закінчує поему рядками, що повторюють думку Горація в його «Пам'ятнику»:

Ось і завершено труд. Ні вогонь, ні залізо, ні злобна
Давність не владні над ним, ані гнів руйнівний Громовержця…
Всюди, куди б на землі не прослалася Римська держава,
Буду в людей на устах і, якщо таки можна покластись
На прозорливість співця — возвеличений, житиму вічно
(XV, 871—872, 877—879)

## Українські переклади
Декілька перекладів з «Метаморфоз» (Олени Пчілки та Осипа Маковея) було опубліковано в журналі «Зоря» (Львів, 1880-97). Дмитро Николишин (вчитель з Коломиї) у 1920-х роках виконав переклад першої пісні шумковим віршем, в якому твір набував української народної форми, що посилювалося переробленням імен (напр. «батько Сатурненко», «Дафна Пенеївна» тощо). Дещо з «Метаморфоз» — зокрема уривок про Філемона й Бавкіду — високохудожньо переклав Микола Зеров. Окремі уривки з «Метаморфоз» переклала Ю. Кузьма.
Повний і довершений переклад «Метаморфоз» належить Андрію Содоморі (1985).

## Інші переклади, адаптації, вплив
- П'єса Шекспіра «Ромео і Джульєтта» написана під впливом IV книги «Метаморфоз» — про Пірама і Фісбу.
- У 1613 році іспанський письменник Луїс де Гонгора написав поему про Поліфема та Галатею, які описані в XIII книзі «Метаморфоз».
- 1625 року скульптор Джовані Лоренцо Берніні завершив свою роботу «Аполон і Дафна».
- 1636 року в Польщі видали переклад «Метаморфоз» — поему «Przeobrażenia», за авторством польського письменника Якуба Жебрівського.
- У 1783 році австрійський композитор Карл Дітерс фон Дітерсдорф написав 12 симфоній за сюжетами книг «Метаморфоз». З них до наших днів дійшли шість, заснованих на перших шести книгах.
- В 1951 році англійський композитор Бенджамін Бріттен написав програмну сюїту для гобоя «Шість метаморфоз за Овідієм».